# Колу (Тюрі)
Ко́лу (ест. Kolu küla) — село в Естонії, у волості Тюрі повіту Ярвамаа.

## Населення
Чисельність населення на 31 грудня 2011 року становила 118 осіб.

## Географія
Через населений пункт проходить автошлях 15 (Таллінн — Рапла — Тюрі). Від села починається дорога 15172 (Колу — Яндья).